# Mignères
Mignères település Franciaországban, Loiret megyében. Lakosainak száma 314 fő (2022. január 1.). Mignères Courtempierre, Villevoques, Gondreville, Mignerette, Moulon és Treilles-en-Gâtinais községekkel határos.

## Népesség
A település népességének változása:
| Lakosok száma | 321  | 299  | 292  | 326  | 310  | 314  | 320  | 321  | 320  | 314  |
|               | 1968 | 1982 | 1990 | 2006 | 2013 | 2015 | 2017 | 2019 | 2020 | 2022 |